# Opius atatanaensis
Opius atatanaensis är en stekelart som beskrevs av Fischer 1996. Opius atatanaensis ingår i släktet Opius och familjen bracksteklar. Inga underarter finns listade i Catalogue of Life.